# Fetraomby
Fetraomby è una città e comune del Madagascar situata nel distretto di Brickaville, regione di Atsinanana. 
La popolazione del comune rilevata nel censimento 2001 era pari a 10 672 unità.